# Sigrid Agren
Sigrid Agren, född 24 april 1991 i Martinique, Frankrike, är en fransk fotomodell av svensk härkomst. Hon var med vid Victoria's Secret Fashion Show åren 2013 och 2014.